# Lola Albright
Lola Jean Albright (ur. 20 lipca 1924 w Akron, zm. 23 marca 2017 w Toluca Lake) – amerykańska aktorka filmowa i telewizyjna oraz piosenkarka. Laureatka nagrody Srebrnego Niedźwiedzia dla najlepszej aktorki na Międzynarodowym Festiwalu Filmowym w Berlinie w 1966.

## Kariera
Zanim została aktorką, pracowała jako modelka. Na ekranie debiutowała w 1947 epizodyczną rolą w filmie pt. The Unfinished Dance. W 1949 zagrała swoją pierwszą ważną rolę w filmie Champion u boku Kirka Douglasa. Nie wykorzystała jednak tego sukcesu i w kolejnych latach grała w filmach klasy „B”, głównie westernach. Rozpoczęła także współpracę z telewizją – w jej wyniku pojawiła się w wielu serialach telewizyjnych. Sukces jednego z nich – serialu kryminalnego Peter Gunn (1958-61), w którym grała jedną z głównych ról i za którą otrzymała nominację do Nagrody Emmy – sprawił, że znów zaczęła otrzymywać ciekawe propozycje filmowe. W latach 60. zagrała m.in. u boku Elvisa Presleya w filmie muzycznym Kid Galahad (1962), w thrillerze francuskiego reżysera René Clémenta Koty (1964) czy w westernie Zachodni szlak (1967), w którym ponownie spotkała się z Douglasem. W 1966 otrzymała nagrodę Srebrnego Niedźwiedzia za rolę w filmie pt. Lord Love a Duck. Od końca lat 60. grała już tylko w produkcjach telewizyjnych; po raz ostatni pojawiła się gościnnie w popularnym serialu Airwolf w 1984.
Jej talent muzyczny zaowocował wydaniem 2 albumów: Lola Wants You (1957) i Dreamsville (1959).

## Życie prywatne
Trzykrotnie zamężna i trzykrotnie rozwiedziona. Nie miała dzieci.

## Filmografia
Filmy:
- Pirat (1948) jako przyjaciółka Manueli
- Parada wielkanocna (1948) jako tancerka
- Niesforna Julia (1948) jako modelka
- Champion (1949) jako Palmer Harris
- Pułapka miłości (1955) jako Poppy
- Kid Galahad (1962) jako Dolly Fletcher
- Koty (1964) jako Barbara
- Zachodni szlak (1967) jako Rebecca Evans
- Gdzie byłeś, gdy zgasły światła? (1968) jako Roberta Lane
- Szpiedzy w helikopterze (1968) jako Azalea
- Nieznośne lata (1968) jako Alice Kingsley

Seriale telewizyjne:
- Alfred Hitchcock przedstawia (1955-65) jako Nita (gościnnie)
- Peter Gunn (1958-61) jako Edie Hart
- Bonanza (1959-73) jako Ann/Dolly Bantree (gościnnie)
- Doktor Kildare (1961-65) jako Gertrude Carey (gościnnie)
- Spotkanie z Alfredem Hitchcockiem (1962-65) jako Ruth (gościnnie)
- Kojak (1973-78) jako Celia Lamb (gościnnie)
- Starsky i Hutch (1975-79) jako Lola Turkel (gościnnie)
- Columbo jako 	Clare Daley (w odc. pt. Filmowe morderstwo z 1976)
- Quincy (1976-83) jako prokurator Liz McKenna (gościnnie)
- Airwolf (1984-86) jako Beatrice Moretti (gościnnie)